# Evangelisch-lutherisches Pfarrhaus (Dietenhofen)

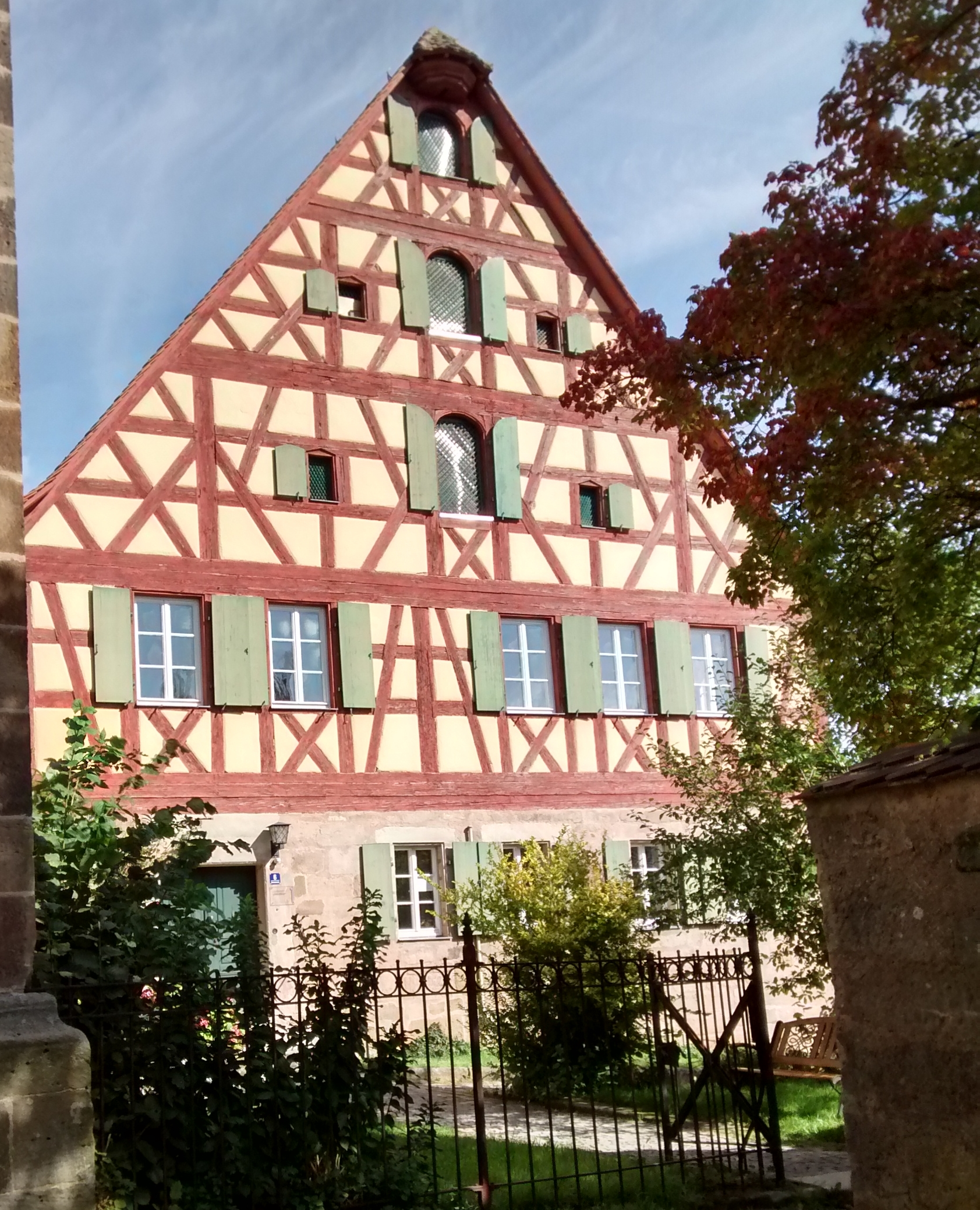
Ehemaliges Pfarrhaus in Dietenhofen

Das ehemalige Evangelisch-lutherische Pfarrhaus in Dietenhofen, einer Marktgemeinde im mittelfränkischen Landkreis Ansbach in Bayern, wurde 1725 errichtet. Das Pfarrhaus an der Brechtelstraße 6, das heute als Gemeindehaus genutzt wird, ist ein geschütztes Baudenkmal.
Der zweigeschossige Satteldachbau mit teils verputztem Fachwerk über massivem Quadermauerwerk im Erdgeschoss besitzt Ladeöffnungen im dreigeschossigen Giebel und eine klassizistische Haustüre.